# Promachus floccosus
Promachus floccosus là một loài ruồi trong họ Asilidae. Promachus floccosus được Kirby miêu tả năm 1884.